# Sarrazac, Dordogne

Sarrazac este o comună în departamentul Dordogne din sud-vestul Franței. În 2009 avea o populație de 381 de locuitori.

## Evoluția populației
| An        | 1975 | 1982 | 1990 | 1999 | 2006 | 2009 |
| --------- | ---- | ---- | ---- | ---- | ---- | ---- |
| Populație | 592  | 526  | 478  | 404  | 395  | 381  |